# 労務管理士
労務管理士（ろうむかんりし）は、企業内部の労働関係当事者が労働基準法や労務管理に関する専門的知識を習得し、適正な職場環境の構築を行うことができる人材を育成することを目的とし、企業内部での労務管理などを行う知識・能力を認定する民間資格である。
国家資格ではなく、法律上独占して行いうる業務も存在しなければ、本資格を有しなければ行いえない業務も存在しない。また、認定試験も各実施団体によりそれぞれ独自に行われ、認定基準も統一化されていない。

## 資格概要
労務管理士は民間資格であり、名称独占資格ではないため、認定制度の詳細は認定団体ごとに異なっている（商標権を取得している団体もあり、資格名称に関しての商標権侵害は別問題。）。一般に、各認定団体指定の教育講座を受講後、筆記試験を受けて合格すれば、各認定団体に資格登録することができる。試験内容は労働基準法の基本的知識等を問うものであることがある。教育講座費用・受験費用・登録費用・会費等は各認定団体により異なる。
独立開業を目的とはしておらず、活動範囲は自身が就業している企業内に限定される。労務管理その他の労働および社会保険に関する事項についての相談および指導を行う3号業務（社会保険労務士法第2条第1項第3号）以外の社会保険・労働保険等に関する事務を業として行うことは、国家資格である社会保険労務士の独占業務となっており、本資格を取得してもこれらの社会保険事務を行うことは禁止されている。

## 悪質団体問題
過去には、民間資格を国家資格と誤認させる団体が存在し問題視されることもあった。悪質な団体が存在したことによる風評被害等を原因として認定団体数は減少した。
2007年6月に、労務管理士の認定を行っていた一部の悪質な団体のひとつである株式会社日本経営経理指導協会（2007年9月に解散）が、公正取引委員会から、「景品表示法第4条第1項第1号（優良誤認）の規定に違反する事実が認められた」として受講者募集に係る表示について排除命令を受けた。公正取引委員会によると、同社は新聞チラシなどで、「全国組織団体の本協会」「全資連（架空の団体）の検定試験により公認」による資格などとうたって、公的な資格と誤認させる表示を行っていた。また、労働法令改正により需要が高まり、社会的に価値あるものとして高く評価され、就職に非常に有利であるとの虚偽の事実を説明していた。